# Uemura Kōgorō

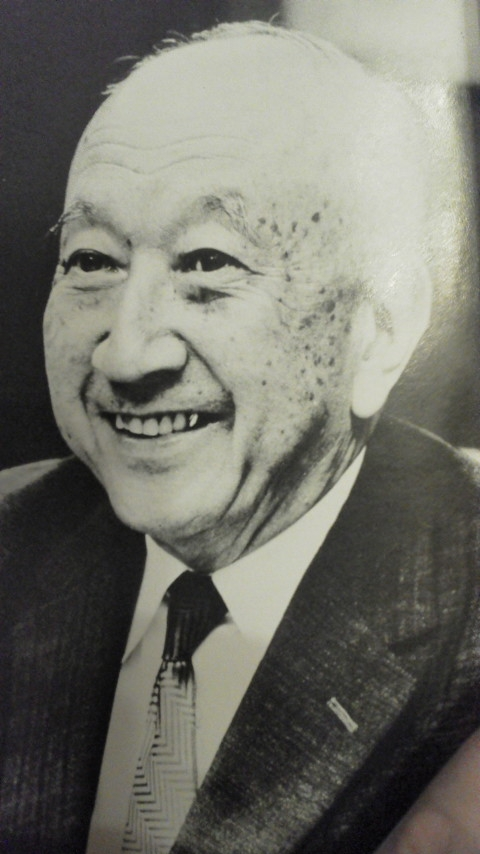
Uemura Kōgorō

Uemura Kōgorō (japanisch 植村 甲午郎 ; geboren 12. März 1894 in Tokio; gestorben 1. August 1978 daselbst) war ein japanischer Bürokrat und Geschäftsmann.

## Leben und Wirken
Uemura Kōgorō studierte an der Universität Tokio, trat in das Landwirtschaftsministerium ein und wurde während des Zweiten Weltkriegs stellvertretender Leiter der Planungsabteilung (企画院, Kikakuin). 1941 wurde er Vorsitzender des Kohlekontrollausschusses (石炭統制会, Sekitan tōseikai).
Nach dem Krieg gehörte Uemura zu dem Personenkreis, dem wegen seiner politischen Vergangenheit von den Besatzungsmächte untersagt wurde, ein öffentliches Amt übernehmen. Nach Ende der Einschränkungen 1951 wurde er Chef des „Nippon Broadcasting System“ (ニッポン放送, Nippon Hōsō), Vizevorsitzender des Keidanren und war durchgehend im Finanzbereich tätig. Ab 1966 wirkte er als Präsident des Organisationskomitees für die Olympischen Winterspiele 1972 in Sapporo. 1968 wurde er Vorsitzender des Keidanren, nachdem sich der Vorsitzende Ishizaka Taizō zurückgezogen hatte, der ihn lange Zeit unterstützt hatte. 1974 gab er das Amt an Dokō Toshio weiter, wobei man ihn als Ehrenvorsitzenden ehrte.
Im Jahr 1970 wirkte Uemura mit bei den Textilverhandlungen des Kabinett Satō zwischen Japan und den USA. Darüber hinaus setzte er seine regierungsnahen Aktivitäten als repräsentativer Vertreter der Wirtschaft fort. So übernahm er beispielsweise den Vorsitz der Round-Table-Konferenz zu Preisfragen und Umweltproblemen.